# Оболенский-Белый, Василий Елисеевич
Василий Елисеевич Оболенский-Белый (1704 — после 1769) — князь, военный и государственный деятель Российской империи, комендант Кизляра, Смоленский губернатор, президент Коллегии экономии, действительный тайный советник.
Князь Василий Елисеевич, потомок Рюрика в 25-м колене, принадлежал к княжескому роду Оболенских, происходивших от удельных князей Черниговских, сын князя Елисея Степановича и княгини Ирины Дмитриевны. Дед Василия Елисеевича — князь Степан Иванович — стряпчий и дворянин московский, об отце известно крайне мало (в частности, сохранились записи, свидетельствующие, что в 1692 году вместо с братом отец Василия Елисеевича получил имение в Бежецком уезде, а с 1703 года был в пеших кадетах в Большом полку).

## Биография
Князь Василий Елисеевич вступил в военную службу (1714). К началу царствования Елизаветы Петровны он имел уже чин полковника. Императрица Елизавета Петровна утвердила составленный Сенатом доклад о его назначении комендантом в Кизляр, с одновременным производством в бригадиры (25 июня 1742). Командир местных войск в Кизляре (март 1743). Пожалован чином генерал-майора (1749). Купил двор в Москве на Арбате (1751).
Назначен губернатором в Смоленск (29 марта 1753), и на этой должности произведён в тайные советники (25 декабря 1755). Купил двор Мусина-Пушкина в Москве в Хамовниках (1759).
Пётр III назначил Оболенского президентом вновь созданной Коллегии экономии, находившейся в Москве и ведавшей архиерейскими и монастырскими вотчинами (20 апреля 1762). Эту должность он, однако, занимал недолго: уже (12 августа 1762) указом вступившей на престол Екатерины II Коллегия экономии была упразднена. Оболенский остался не у дел, однако новая императрица отметила его многолетнюю службу пожалованием (1763) в действительные тайные советники.
Князь Василий Елисеевич подал Екатерине II прошение «на рассмотрение об нём по нынешнему указу, для определения его к месту», переданное на рассмотрение в Сенат (конец 1763). Однако возраст и болезни не позволили ему продолжать службу, несмотря на полученное согласие императрицы. В своём представлении Екатерине II сенаторы писали:

Действ. тайн. сов. кн. Василию Оболенскому, как он пред отставкою в бывшей коллегии экономии был президентом и хотя пенсион следовало ему назначить по тому чину из московского оклада, но как долговременная и беспорочная служба доказывает его старость, то в рассуждении сего, а паче что об нём высочайшее Вашего И. В-ва соизволение было определить к месту, сенат полагает по с.-петербургскому президентскому окладу по 1125 руб. в год

Императрица утвердила доклад Сената (07 октября 1764).
Точное время кончины князя Оболенского не установлено, однако он был ещё жив (1769), поскольку известно, что в этом году он продал одно из своих имений — село Мартьянково Московского уезда.
Имя князя В. Е. Оболенского, как местного домовладельца, получил Оболенский переулок в Хамовниках в Москве.

## Семья
Точных сведений о семье Василия Елисеевича не сохранилось. П. В. Долгоруков указывает в качестве его жены княгиню Марфу Петровну Оболенскую (девичья фамилия неизвестна), († 12 апреля 1813). По мнению Г. А. Власьева, «это положительно невозможно, так как он родился, вероятно, в начале XVII столетия, и умер если не в первой же половине того же столетия, то не позднее начала второй половины». Сам Власьев полагает, что супругой В. Е. Оболенского могла быть княгиня Анна Фёдоровна Оболенская, урождённая Толбугина, бывшая замужем за неким князем Василием Оболенским (так как неизвестны другие представители рода Оболенских в XVIII веке этого имени).
Между тем, именно княгиня Марфа Петровна Оболенская (апреле 1779)упоминается, как вдова князя Василия Елисеевича Оболенского, когда заложила свой двор в Москве. Можно допустить, что дожившая (до 1813) Марфа Петровна могла быть второй супругой Василия Елисеевича.